# Aki kapja, marja
Az Aki kapja, marja (Finders Keepers) Stephen King amerikai író 2015-ben megjelent krimi-, illetve thriller-regénye, amely a Bill Hodges nyugalmazott detektív körül forgó trilógia második része, de önálló műként is olvasható. Az első rész a Mr. Mercedes (2014), a harmadik az Agykontroll (2016).

## Cselekmény
|  | Alább a cselekmény részletei következnek! |

1978-ban Morris Bellamy két társával felkeresi elvonultan élő kedvenc íróját, John Rothsteint, hogy megszerezze Rothstein kéziratait, köztük az imádott Jimmy Gold-trilógia folytatását. Az író ugyanis csalódást okozott Morrisnak a trilógia befejezésével. Miután Morris megszerezte az író minden pénzét és a kéziratait, végül megöli Rothsteint.
Egy ládában elássa a megszerzett kincset, amíg az ügy lecsendesedik, és alig várja, hogy végre kezében tarthassa a történetet rejtő noteszokat. Mivel azonban nem sokkal később nemi erőszak miatt börtönbe kerül, erre nincs esélye.
Több mint harminc évvel később egy Peter Saubers nevű kamasz találja meg a ládát, és a benne talált pénzzel családját segíti. Mivel a pénz idővel elfogy, Peter megpróbál túladni a noteszokon, de emiatt egyre nagyobb bajba kerül. Ráadásul Morris időközben feltételesen szabadlábra kerül, így a több mint 30 év különbséggel induló cselekményszálak összefutnak és együtt bontakoznak ki.
|  | Itt a vége a cselekmény részletezésének! |

## Magyarul
- Aki kapja, marja; fordította: Bihari György; Európa, Budapest, 2016